# 宝生閑
宝生 閑（ほうしょう かん、1934年（昭和9年）5月15日 - 2016年（平成28年）2月1日）は、日本の能楽師。位階は正四位。日本芸術院会員、文化功労者。本名は寳生 閑（ほうしょう かん）。
ワキ方宝生流宗家（十二世）、公益社団法人能楽協会常務理事、一般社団法人日本能楽会常務理事などを歴任した。

## 人物・来歴
1934年に宝生弥一の長男として東京に生まれ、祖父・宝生新の家で育つ。祖父、父および松本謙三に師事。1941年に「葵上」で初舞台。1943年に「岩船」で初ワキ。
1990年、観世寿夫記念法政大学能楽賞受賞。1994年、重要無形文化財保持者（人間国宝）。1996年、紫綬褒章を受章。2002年、日本芸術院の会員。2014年、文化功労者に選定される。
1978年のNHK大河ドラマ『黄金の日日』第27話『信長死す』に清水宗治役で出演している。
2016年2月1日、食道がんのため死去。81歳没。叙正四位。

## 家族・親族
長男は能楽師の宝生欣哉（ほうしょう きんや）。
TRF SAMと曽祖父が同じ遠縁にあたる。

## DVD
能楽名演集1（NHKエンタープライズ、以下同）
- 「井筒」観世流 観世寿夫、宝生閑

能楽名演集4
- 能 喜多流『安宅』粟谷菊生、宝生閑
- 能 観世流『熊野～読次之伝・村雨留』梅若六郎（玄祥）、宝生閑
- 能 観世流『羽衣～彩色之伝』片山九郎右衛門（幽雪） 宝生閑／能 宝生流『花筐』三川泉 鏑木岑男

特選 NHK能楽鑑賞会
- 「隅田川」喜多流 友枝昭世、宝生閑

能楽 世阿弥・観阿弥 名作集
- 『宝生流「通小町」宝生九郎 森茂好／観世流「自然居士」梅若六郎 宝生閑』
- 『喜多流「班女」友枝喜久夫 宝生閑』
- 『観世流「砧」関根祥六 宝生閑』